# Кристина Елизавета Барби-Мюлингенская
Кристина Елизавета Барби-Мюлингенская (нем. Christine Elisabeth von Barby und Mühlingen; 25 октября 1634, Розенбург — 2 мая 1681, Зондерсхаузен) — герцогиня Брауншвейг-Люнебургская.

## Биография
Кристина Елизавета — дочь графа Альбрехта Фридриха Барби-Мюлингенского и его супруги графини Софии Урсулы Ольденбург-Дельменхорстской. В возрасте 16 лет в 1650 году Кристина Елизавета вышла замуж за герцога Рудольфа Августа Брауншвейг-Люнебургского. Кристина Елизавета умерла в Зондерсгаузене, куда приехала помочь при родах сестре Антонии Сибилле, супруге князя Кристиана Вильгельма Шварцбург-Зондерсгаузенского.

## Потомки
- Доротея София (1653—1722), замужем за герцогом Иоганном Адольфом Гольштейн-Плёнским
- Кристина София (1654—1695), замужем за герцогом Августом Вильгельмом Брауншвейг-Вольфенбюттельским (1662—1731).
- Элеонора София (1655—1656).